# Flache Hierarchie
Flache Hierarchie (englisch flat organization) ist in der Organisationstheorie eine Organisationsstruktur in Personenvereinigungen, die mit weniger Hierarchie-Ebenen auskommt als herkömmliche Strukturen.

## Allgemeines
Die Organisationsstruktur von Personenvereinigungen (insbesondere Unternehmen, Institutionen und Behörden) wird traditionell unterschieden nach funktionaler, divisionaler, Matrix- und Holding-Organisation. Flache Hierarchien beinhalten hier weniger Hierarchie-Ebenen als tiefe (steile) Hierarchien (englisch tall organizations). Eine Organisationsstruktur, die wenige Hierarchie-Ebenen im Verhältnis zur Betriebsgröße aufweist, ist eine flache Organisation.

## Inhalt
Flache Hierarchien weisen kurze Informations- und Entscheidungswege, eine unbestimmte Spezialisierung sowie eine weniger ausgeprägte Abteilungsbildung insbesondere in der Forschung und Entwicklung und im Marketing auf. Vor allem sind kleine und mittlere Unternehmen durch flache Hierarchien gekennzeichnet, Großunternehmen dagegen weisen eher tiefe Hierarchien auf.
Die Unterschiede zwischen flachen und tiefen Hierarchien können anhand einzelner Merkmale herausgearbeitet werden:
| Merkmal                  | flache Hierarchie           | tiefe Hierarchie                           |
| ------------------------ | --------------------------- | ------------------------------------------ |
| Kommunikationswege       | schneller Informationsfluss | langer und umständlicher Informationsfluss |
| Arbeitsteilung           | gering                      | hoch                                       |
| Koordination             | umfangreich                 | bessere Koordination auf gemeinsame Ziele  |
| Flexibilität             | sehr groß                   | gering                                     |
| Autonomie unterer Ebenen | sehr hoch                   | gering                                     |
| Entscheidungen           | näher am Markt              | eher marktfern                             |
| Leitungsspanne           | breit                       | schmal                                     |

Wird beispielsweise die Arbeitsteilung verringert oder die Leitungsspanne erhöht, hat dies automatisch eine schlankere Hierarchie zur Folge.

## Wirtschaftliche Aspekte
Untersuchungen haben gezeigt, dass Unternehmen mit einer Betriebsgröße von mehr als 3000 Mitarbeitern meistens sieben Hierarchie-Ebenen aufweisen. Unterschreitet ein Unternehmen mit 3000 Mitarbeitern diese Zahl und verfügt über lediglich vier Ebenen, besitzt es eine flache Hierarchie. Je mehr Hierarchie-Ebenen vorhanden sind, umso mehr Führungskräfte und Mitarbeiter werden beschäftigt. Eine Verflachung der Ebenen führt mithin zur Kostensenkung insbesondere der Personal- und Verwaltungskosten. Dies bedeutet bei gleicher Arbeitsleistung eine Erhöhung der Arbeitsproduktivität und Arbeitsintensität. Eine flache Hierarchie setzt verstärkt auf Eigeninitiative und -verantwortung. Auf Stäbe wird weitgehend verzichtet, Führungsaufgaben werden tendenziell entweder an untere Ebenen verteilt oder in andere Organisationen ausgelagert.
Schwachstellen tiefer Hierarchien sind meist ein schleppender, vielen Störungen unterworfener Informationsfluss und damit einhergehend eine verminderte Reaktionsfähigkeit sowie ein hoher formaler Aufwand durch hierarchiebedingte Dokumentationspflichten („Papierkrieg“). Die Mehrzahl der neueren Fachliteratur empfiehlt deshalb relativ flache Hierarchien. Diese werden in einer neuen Aufbauorganisation erreicht, in welcher im Extremfall dem Middle-Management die Personalverantwortung entzogen wird.

## Abgrenzung
Flache Hierarchien können ein Ergebnis des Lean Managements sein, sind jedoch nicht mit diesem als synonym zu betrachten. Lean Management bedeutet lediglich die Verringerung der Führungspositionen ohne gleichzeitige Verringerung der Mitarbeiterzahl Untergebener, so dass sich die Leitungsspannen erhöhen. Dagegen erfordern flache Hierarchien auch die gleichzeitige Verringerung der Mitarbeiterzahl. Eine flache Hierarchie verlangt von den Führungskräften im Lean Management auch die Bereitschaft zur Delegation und Integration der Mitarbeiter.